# Joevin Jones
Joevin Martin Jones (Carenage, Trinidad y Tobago, 3 de agosto de 1991) es un jugador de fútbol profesional trinitense que juega como defensa en el Police F. C. de la TT Premier Football League. Es internacional con la selección de Trinidad y Tobago.

## Inicios
Joevin comenzó a jugar fútbol a la edad de seis años y atribuye su temprana pasión por el deporte a su padre, Kelvin Jones, quien fue un exdefensor de la selección nacional de Trinidad y Tobago. Su padre Kelvin lo despertaba a él y a sus hermanos Marvin y Alvin para entrenar cada mañana juntos. De hecho, los tres evalúan constantemente el desempeño de cada uno después de cada partido y sugieren áreas para mejorar. Joevin comenzó su educación futbolística cuando asistió a la escuela de entrenamiento del exjugador de los Soca Warriors Ronald La Forest.
A la edad de 14 años, Jones asistió al Mucurapo Senior Comprehensive en Puerto España, y también se inscribió en el programa juvenil en el club Defence Force de la TT Pro League. Sin embargo, después de un par de temporadas con los Teteron Boys, Jones decidió cambiarse al programa juvenil del W Connection en Couva. En 2008, jugando como lateral izquierdo, Jones llevó a Mucurapo al título de la Zona Norte de la Liga de Fútbol de Escuelas Secundarias (SSFL) y la corona nacional Intercol Big Five. También fue nombrado entre los cinco mejores jugadores de la liga y futuros jugadores internacionales. Cabe destacar que en esta etapa fue compañero del ahora también seleccionado Kevin Molino.

## Carrera

### Clubes
La carrera profesional de Jones comenzó con W Connection en su natal Trinidad y Tobago, donde debutó en el primer equipo en 2009, a la edad de 17 años. Durante su tiempo con los Savonetta Boys, Jones ganó el título de TT Pro League dos veces y el Trofeo FA en 2013-14. Después de su cuarta temporada con W Connection en 2014, fue prestado al club finlandés HJK Helsinki. Jones luego se mudó al equipo Chicago Fire de la Major League Soccer para la temporada 2015, antes de pasar las temporadas 2016 y 2017 con Seattle Sounders. Después se unió al club alemán Darmstadt de la Bundesliga el 1 de enero de 2018. Más tarde regresó al Seattle Sounders el 7 de mayo de 2019.
| Club                    | País              | Año       | Partidos | Goles |
| ----------------------- | ----------------- | --------- | -------- | ----- |
| W Connection            | Trinidad y Tobago | 2009-2014 | 55       | 28    |
| HJK Helsinki (préstamo) | Finlandia         | 2014      | 6        | 0     |
| Chicago Fire            | Estados Unidos    | 2015      | 28       | 1     |
| Seattle Sounders        | Estados Unidos    | 2016-2017 | 63       | 3     |
| Darmstadt 98            | Alemania          | 2018-2019 | 44       | 6     |
| Seattle Sounders        | Estados Unidos    | 2019-2020 | 17       | 0     |
| Inter de Miami          | Estados Unidos    | 2021-2022 | 14       | 0     |
| Police F. C.            | Trinidad y Tobago | 2023-     |          |       |

### Selección nacional
Jones ha representado a Trinidad y Tobago en varias categorías a nivel internacional, siendo incluido en el equipo olímpico, sub-20 y sub-23. 
Jones debutó con Trinidad y Tobago a la edad de 19 años en septiembre de 2010, en un partido amistoso con Panamá con derrota por 3-0. Con los Soca Warriors ha participado en cuatro torneos importantes con apariciones en la Copa de Oro de la Concacaf (2013, 2015 y 2019) y en la Liga de Naciones 2019-20. Marcó su primer gol internacional en la Copa Oro 2015 y ayudó a Trinidad y Tobago a avanzar a cuartos de final.

#### Goles internacionales
| #  | Fecha                   | Lugar                                                       | Oponente                     | Gol | Resultado | Competición                                       |
| -- | ----------------------- | ----------------------------------------------------------- | ---------------------------- | --- | --------- | ------------------------------------------------- |
| 1. | 9 de julio de 2015      | Soldier Field, Chicago, Estados Unidos                      | Guatemala                    | 3–0 | 3–1       | Copa de Oro de la Concacaf 2015                   |
| 2. | 4 de septiembre de 2015 | Rio Tinto Stadium, Sandy, Estados Unidos                    | México                       | 3–2 | 3–3       | Partido amistoso                                  |
| 3. | 24 de marzo de 2016     | Estadio Arnos Vale, Kingstown, San Vicente y las Granadinas | San Vicente y las Granadinas | 2–1 | 3–2       | Clasificación a la Copa Mundial de Fútbol de 2018 |
| 4. | 29 de marzo de 2016     | Estadio Hasely Crawford, Puerto España, Trinidad y Tobago   | San Vicente y las Granadinas | 2–0 | 6–0       | Clasificación a la Copa Mundial de Fútbol de 2018 |
| 5. | 2 de septiembre de 2016 | Estadio Hasely Crawford, Puerto España, Trinidad y Tobago   | Guatemala                    | 1–1 | 2–2       | Clasificación a la Copa Mundial de Fútbol de 2018 |
| 6. | 2 de septiembre de 2016 | Estadio Hasely Crawford, Puerto España, Trinidad y Tobago   | Guatemala                    | 2–1 | 2–2       | Clasificación a la Copa Mundial de Fútbol de 2018 |
| 7. | 1 de septiembre de 2017 | Estadio Ato Boldon, Couva, Trinidad y Tobago                | Honduras                     | 1–2 | 1–2       | Clasificación a la Copa Mundial de Fútbol de 2018 |
| 8. | 23 de marzo de 2018     | Estadio René Serge Nabajoth, Les Abymes, Guadalupe          | Guadalupe                    | 1–0 | 1–0       | Partido amistoso                                  |
| 9. | 6 de septiembre de 2019 | Estadio Pierre Aliker, Fort-de-France, Martinica            | Martinica                    | 1–1 | 1–1       | Liga de Naciones de la Concacaf 2019-20           |